# تویوتا پاسو
تویوتا پاسو (Toyota Paseo) خودرویی است که در سال‌های ۱۹۹۱–۱۹۹۹ (۱۹۹۱–۱۹۹۷ in U.S)در ژاپن تولید شده‌است. طراحی آن خودروهای موتور جلو-محور جلو بوده است. سیستم جعبه‌دندهٔ آن ۴ دنده به دو صورت خودکار و دستی است.